# 大顎樸麗魚
大顎樸麗魚，為輻鰭魚綱鱸形目隆頭魚亞目慈鯛科的其中一種，分布於非洲維多利亞湖流域，棲息深度6-8公尺，體長可達17.4公分，棲息在沙底質淺水域，屬肉食性，以魚類為食，生活習性不明。

## 擴展閱讀
維基物種上的相關：大顎樸麗魚